# 刘清莲
刘清莲（1962年—），女，满族，辽宁凌海人，中华人民共和国企业家，蓮達海珍品養殖有限責任公司總經理，曾为第十二届全国人民代表大会辽宁地区代表。

## 生平
毕业于辽宁刊授党校经济管理专业。2013年，被选为全国人大代表。2016年因涉嫌贿选被认定当选无效。